# Damscheid
Damscheid ist eine Ortsgemeinde im Hunsrück im Rhein-Hunsrück-Kreis in Rheinland-Pfalz. Sie gehört der Verbandsgemeinde Hunsrück-Mittelrhein an.

## Geographie
Das Dorf liegt auf einem schmalen Höhenrücken (330 m), der im Norden vom Niederbach und im Süden vom Engehöller Tal begrenzt wird. Ein breiter Waldgürtel im Westen bildet die Verbindung des Damscheider Landes zur Hunsrückhochfläche.
Nachbarorte von Damscheid sind die Stadt Oberwesel im Osten sowie die Ortsgemeinden Perscheid im Süden, Wiebelsheim und Laudert im Südwesten, Lingerhahn im Westen, Pfalzfeld und Birkheim im Nordwesten sowie Niederburg im Norden.

## Geschichte
Urkundlich erstmals erwähnt wurde das Dorf im Jahr 1256. Das älteste und zugleich markanteste Bauwerk ist der massive, kantige Kirchturm der auf die Jahre zwischen 1150 und 1200 datierten ersten romanischen Kirche mit seinem spitzen Helm. Er beweist, dass Damscheid schon vor der ersten urkundlichen Erwähnung eine Rolle im machtpolitischen Gefüge des Hunsrücks spielte. Früher war er ein Wehrturm und ist nach Expertenmeinung zwischen 1130 und 1150 erbaut worden. Schießscharten, die teilweise heute noch zu erkennen sind, zeugen davon, dass der Turm im Mittelalter zur Verteidigung diente. Damscheid stand unter der Herrschaft von Kurtrier. Nach der Besetzung des Linken Rheinufers durch französische Revolutionstruppen (1794) wurde der Ort französisch und gehörte von 1798 bis 1814 zum Kanton Bacharach im Rhein-Mosel-Département. 1815 wurde die Region auf dem Wiener Kongress dem Königreich Preußen zugeordnet.
Nach dem Ersten Weltkrieg zeitweise französisch besetzt und nach dem Zweiten Weltkrieg der französischen Besatzungszone zugehörig, ist der Ort seit 1946 Teil des damals neu gebildeten Landes Rheinland-Pfalz. Seit 2002 gehört Damscheid dem UNESCO-Welterbe „Oberes Mittelrheintal“ an. Im Jahr 2006 feierte Damscheid seinen 750. Geburtstag.

## Politik

### Gemeinderat
Der Gemeinderat in Damscheid besteht aus zwölf Ratsmitgliedern, die bei der Kommunalwahl am 9. Juni 2024 in einer Mehrheitswahl gewählt wurden, und dem ehrenamtlichen Ortsbürgermeister als Vorsitzendem.

### Bürgermeister
Peter Kuhn wurde am 1. Januar 2020 Ortsbürgermeister von Damscheid. Da bei der Direktwahl am 26. Mai 2019 kein Kandidat angetreten war, erfolgte die Wahl gemäß Gemeindeordnung durch den Rat. Dieser wählte Kuhn am 5. Dezember 2019 einstimmig in das Amt. Bei der Direktwahl am 9. Juni 2024 wurde Kuhn als einziger Bewerber mit einem Stimmenanteil von 88,1 % für weitere fünf Jahre in seinem Amt bestätigt.
Kuhns Vorgänger Christian Stahl war zum 30. Juni 2019 als Ortsbürgermeister ausgeschieden. Bis zum Amtsantritt des Nachfolgers wurden die Amtsgeschäfte vom Ersten Beigeordneten Achim Vogel geführt.

### Wappen
| Wappen von Damscheid | Blasonierung: „In Silber vor grün gespaltenem Schilde vorn eine grüne Fichte, hinten ein silberner Gitterrost.“                                                                      |
| Wappen von Damscheid | Wappenbegründung: Die Fichte steht als Zeichen für eine der waldreichsten Gemeinden im Rhein-Hunsrück-Kreis. Der Rost auf der linken Seite ist das Attribut des heiligen Laurentius. |

## Sehenswürdigkeiten
In der Denkmalliste des Landes Rheinland-Pfalz (Stand: 2024) wird die Katholische Pfarrkirche St. Johannes, ein barocker Saalbau von 1682 mit romanischen Westturm (um 1150) und spätgotischer Taufkapelle (um 1450), sowie der Friedhof mit Bußkreuz und Kriegerdenkmal als bauliche Gesamtanlage ausgewiesen.

## Wirtschaft und Infrastruktur

### Gewerbe
Damscheid war geprägt vom Weinbau. Es befinden sich zwar immer noch einige Winzer in Damscheid, aber es werden immer weniger. Einige Handwerksbetriebe, wie Dachdecker oder Sanitärfirmen sind in Damscheid heimisch.

### Tourismus
Damscheid verfügt durch seine Lage zwischen Rheintal und den bewaldeten Höhen des Hunsrücks über interessante Wandermöglichkeiten. Von der Kulturlandschaft des Mittelrheintales mit seinen Weinhängen bis zu den Wiesen und Wäldern am Westrand von Damscheid führen gut beschilderte Wanderwege.

### Verkehr
Der Ort liegt an der Kreisstraße 92, von der im Ort die Kreisstraße 127 abzweigt.

## Söhneder Gemeinde
- Walter Gorges (1922–1971), Politiker (SPD), Landtagsabgeordneter in Rheinland-Pfalz
- Friedel Muders (* 1953), Platten-Produzent und Designer von Schallplatten- und CD-Covern